# Frans Van Dijk

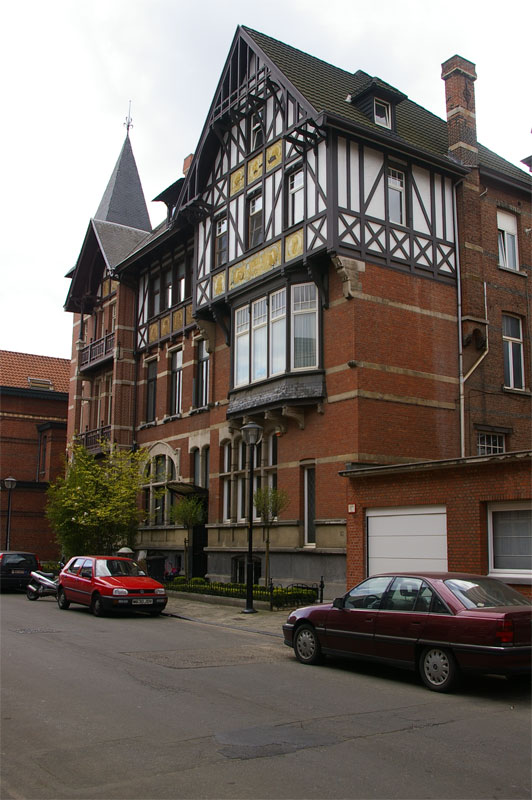
De Twaalf Apostelen: Transvaalstraat 13-15-17

Frans Van Dijk (Berchem, 11 oktober 1853 – Merksem, 7 juli 1939) was een Belgisch architect. Hij is een belangrijke vertegenwoordiger van het eclectisme in de architectuur.
Hij was leerling, stagiair en medewerker van architect Joseph Schadde van 1870 tot 1881.
Van Dijk was jurylid voor de Prijs van Rome (afdeling Architectuur) van 1893 tot 1901, en professor Architectuur aan de Academie te Antwerpen (1902-1923).
Het Koninklijk Museum voor Schone Kunsten evenals de Sint-Michaël-en-Sint-Petruskerk, beide te Antwerpen, behoren tot zijn meesterwerken.
Frans Van Dijk en zijn zoon Henri (eveneens architect) liggen begraven op de Antwerpse begraafplaats Schoonselhof (Hoboken), op perk 4 (Zuidkant).

## Voornaamste bouwwerken

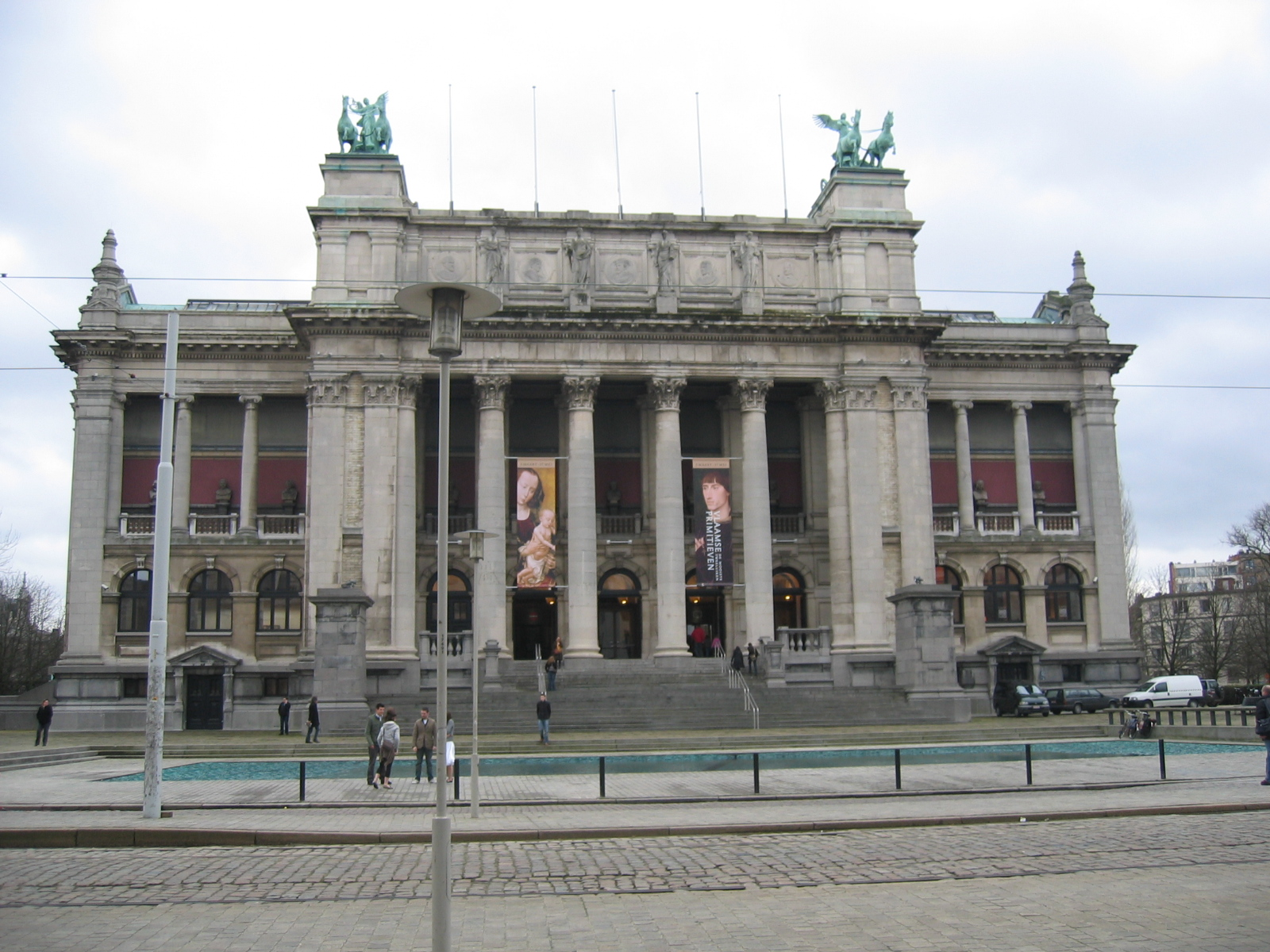
Museum voor Schone Kunsten te Antwerpen (samen met Jean-Jacques Winders)
- Sint-Michielskerk te Antwerpen
- Zestal villagroepen in Cogels-Osylei en omgeving te Antwerpen (Zurenborg)
'Gildehuizen' (heropbouw) Grote Markt 7-9-11 te Antwerpen
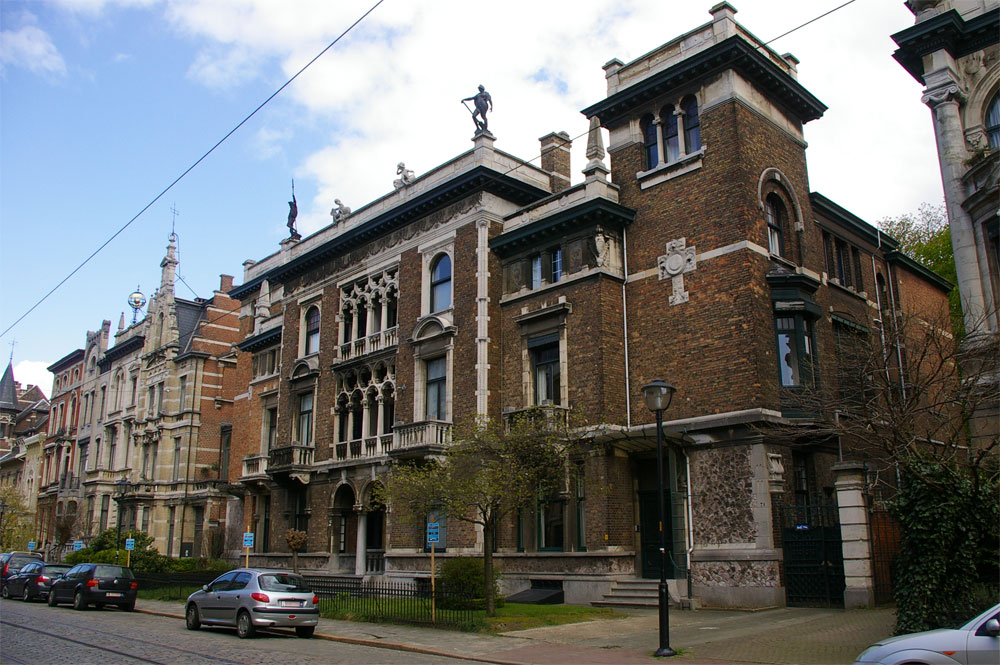
Scaldis: Cogels-Osylei 65-67-69-71 (Berchem)
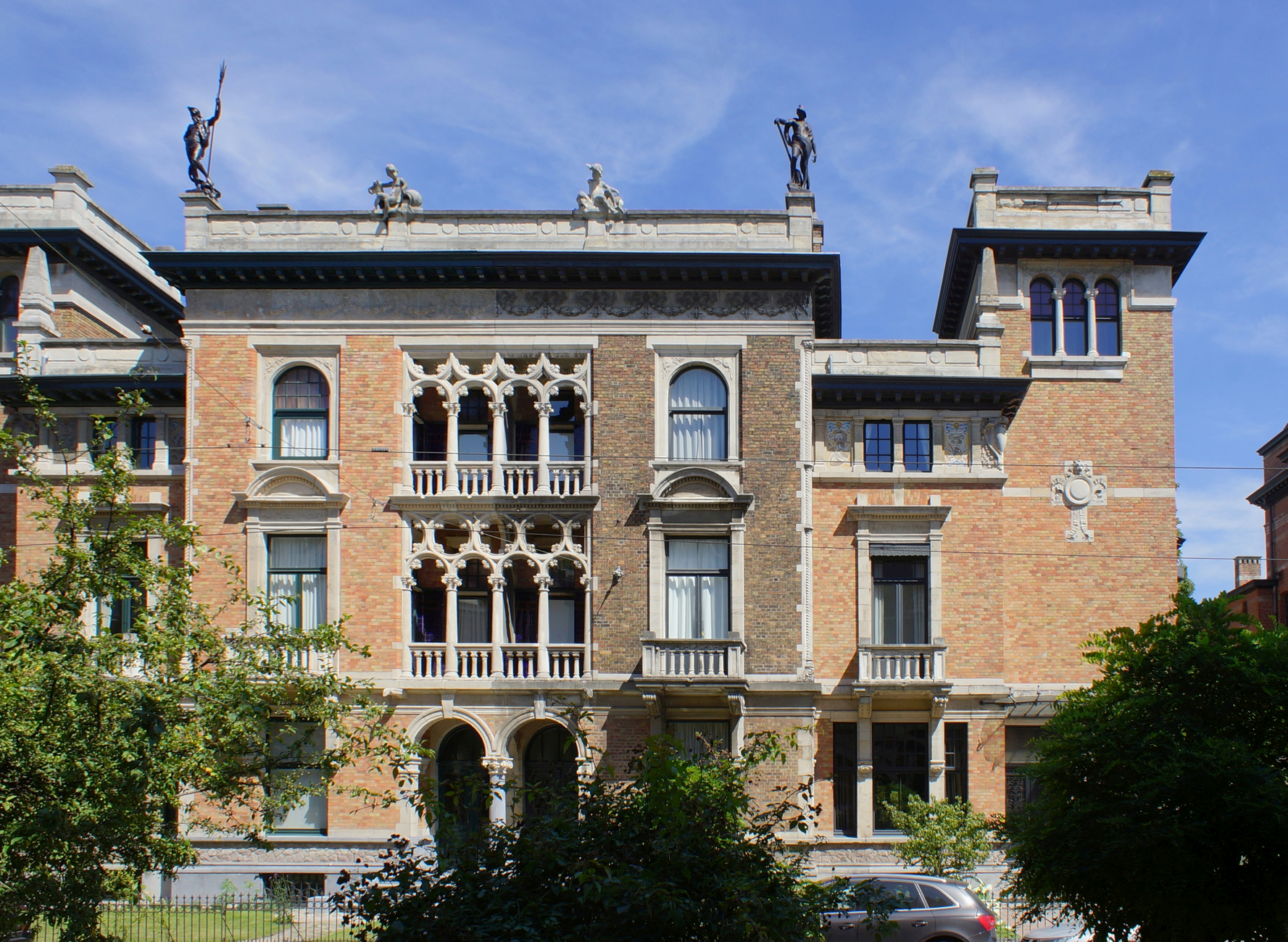
Zurenborg, Huizengroep Scaldis aan de Cogels-Osylei 65, 67, 69 en 71

- 'Grand Hotel Métropole' te Antwerpen
- Villa 'Le Perron' te Schotenhof
- Pakhuis 'Vlaanderen' Waalse Kaai, te Antwerpen
- Verbouwing van het oude gerechtshof (ontworpen door architect Jan-Lodewijk Baeckelmans), aan de Britselei te Antwerpen (toevoeging van de tweede verdieping, samen met zijn zoon Henri Van Dijk)
- Herstellingswerken aan de Protestantse kerk in de Lange Winkelstraat te Antwerpen

## Bekende leerlingen
- Marc Neerman